# Melanesian Super Cup 2014
Der Melanesian Super Cup 2014 war die erste Ausspielung des im selben Jahr gegründeten Fußballwettbewerbs für melanesische Vereinsmannschaften. Als Sieger ging der salomonische Verein Solomon Warriors FC hervor, der sich im Rundenturnier gegen seine beiden vanuatuischen Konkurrenten durchsetzen konnte. Unterstützt wurde der Wettbewerb von der OFC, VFF und Melanesian Spearhead Group.

## Teilnehmer
Zu Beginn des Wettbewerbs wurden mit insgesamt fünf teilnehmenden Vereinen gerechnet, jeweils einer aus Fidschi, Neukaledonien, Papua-Neuguinea, Salomonen und Vanuatu. Eingeladen wurden unter anderem die fidschianischen Vereine Ba FC und Suva FC. Allerdings akzeptierten letztendlich nur drei Vereine die Einladung: Solomon Warriors FC, Tafea FC und Amicale FC.

## Tabelle und Begegnungen
Alle Spiele wurden im TVL Stadium ausgetragen, welches in der vanuatuischen Hauptstadt Port Vila liegt. Solomon Warriors FC konnte durch einen Sieg und ein Unentschieden das Turnier für sich entscheiden und stellt somit den ersten Gewinner des Melanesian Super Cup dar.
| Pl. | Verein              | Sp. | S | U | N | Tore    | Diff. | Punkte |
| --- | ------------------- | --- | - | - | - | ------- | ----- | ------ |
| 1.  | Solomon Warriors FC | 2   | 1 | 1 | 0 | 003:200 | +1    | 04     |
| 2.  | Tafea FC            | 2   | 1 | 0 | 1 | 004:400 | ±0    | 03     |
| 3.  | Amicale FC          | 2   | 0 | 1 | 1 | 003:400 | −1    | 01     |

| 27. September 2014 | Tafea FC                                                    | 3:2          | Amicale FC                          | TVL Stadium, Port Vila Schiedsrichter: Robinson Banga |
| 27. September 2014 | Amani Makoe 22′ (Eigentor) Lucien Hinge 61′ Nichol Tari 73′ | Spielbericht | Sanni Issa 12′ Osea Vaketalesau 86′ | TVL Stadium, Port Vila Schiedsrichter: Robinson Banga |

| 1. Oktober 2014 | Solomon Warriors FC               | 2:1          | Tafea FC         | TVL Stadium, Port Vila Schiedsrichter: Robinson Banga |
| 1. Oktober 2014 | Kensi Tangis 34′ Kensi Tangis 53′ | Spielbericht | Robert Tasso 65′ | TVL Stadium, Port Vila Schiedsrichter: Robinson Banga |

| 4. Oktober 2014 | Amicale FC     | 1:1          | Solomon Warriors FC         | TVL Stadium, Port Vila Schiedsrichter: Mahit Chilia |
| 4. Oktober 2014 | Sanni Issa 67′ | Spielbericht | Donna Godsen 26′ (Eigentor) | TVL Stadium, Port Vila Schiedsrichter: Mahit Chilia |